# الإليوستراسيون

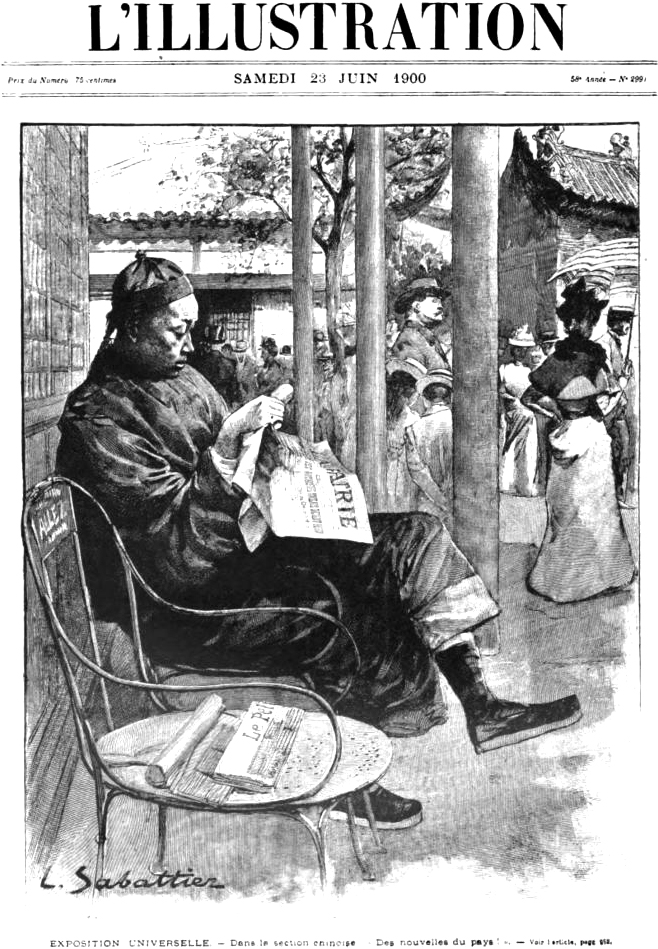
العرض العالمي - في القسم الصيني (1900)

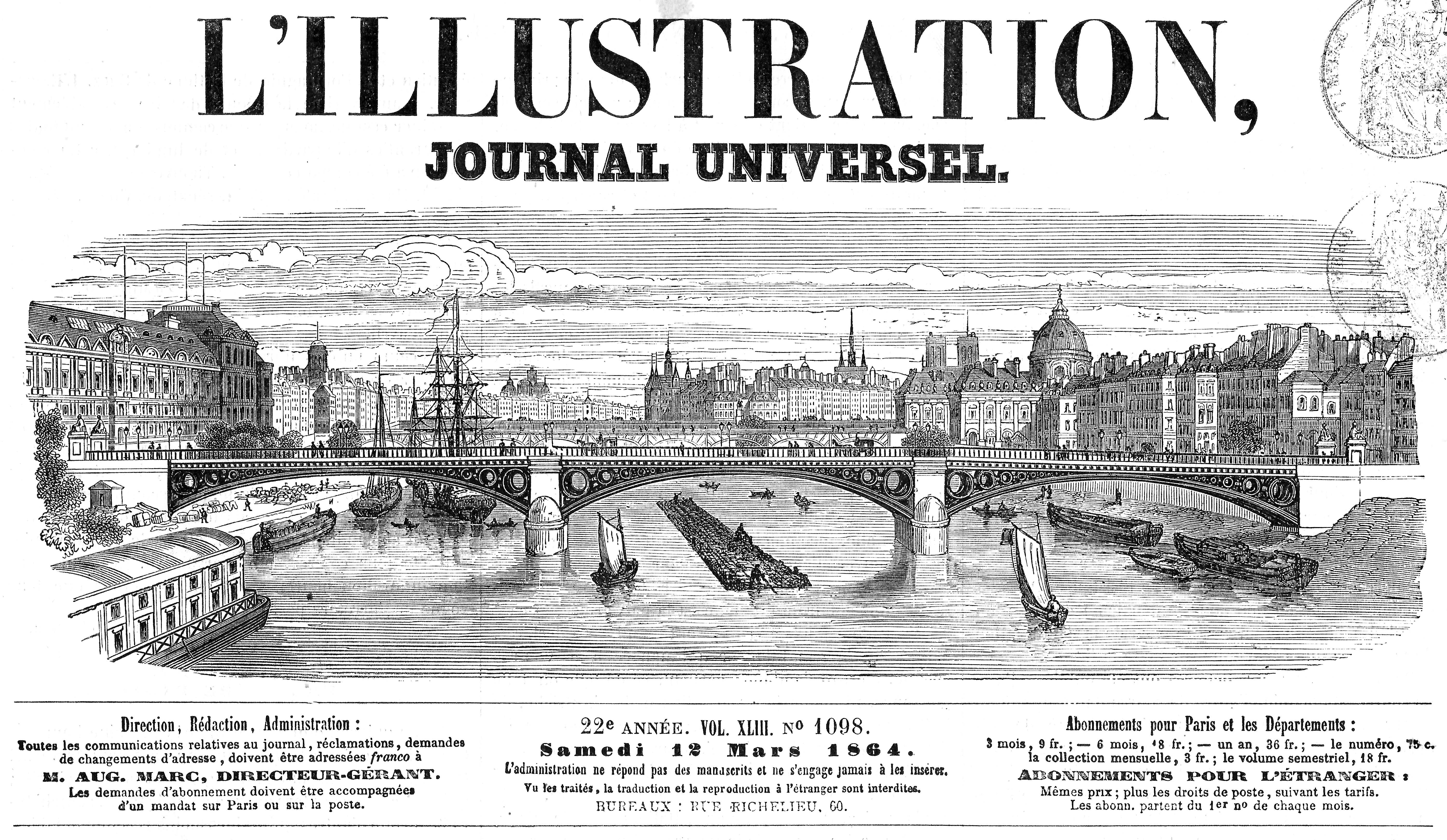
العنوان في 1864

صحيفة لالوستخاسيو L'Illustration كانت صحيفة يومية فرنسية نشرت في باريس من 1843 إلى 1944. أنشأها أيدواغ شاغتو (Édouard Charton) والإصدار الأول كان يوم 4 مارس 1843.
صارت لالوستخاسيو أول صحيفة فرنسية تنشر صورة ضوئية. الكثير من الصور جاءت من وكالات الصور الإخبارية ولكن الصحيفة كانت توظف مصورين أيضا. وصارت لالوستخاسيو في 1907 أول صحيفة فرنسية تنشر صورة ضوئية ملونة، ونشرت قصة لغز الغرفة الصفراء كمسلسل في لالوستخاسيو قبل إصدارها كرواية بسنة.
- [4]

كانت لالوستخاسيو تدعم «الثورة الوطنية» لفيليب بيتان خلال الحرب العالمية الثانية. مع ذلك، هي رفضت مقالات ناصرة للألمان بقلم جاك بولي دو لازدا، إلا أن لازدا صار رئيس تحرير قسم السياسة.
تم إغلاق المجلة في 1944 عقب تحرير باريس. افتتح نسخة ثانية في 1945 باسم فخانس الوستخاسيو ولكنها أفلست في 1957.